# Eva Luna (telenovela)
Pour les articles homonymes, voir Eva Luna.
 (août 2018).
Eva Luna est une telenovela américano-vénézuélienne diffusée en 2010-2011 par Venevision International pour Univision.
Elle est diffusée sur Antenne Réunion depuis le mercredi 13 avril 2016 et sur le réseau Antilles Télévision du lundi 21 mars 2016 au vendredi 26 août 2016 en remplacement de Cosita linda sur les deux chaînes. Elle est diffusée sur IDF1 depuis le lundi 7 novembre 2016. Elle est diffusée sur M6 via la plateforme 6play depuis le 12 novembre 2018.

## Synopsis
Eva González est une jeune femme d'une extraordinaire beauté, humble et travailleuse. Comme beaucoup d'immigrants aux États-Unis, Eva arrive avec son père et sa jeune sœur en Californie à la recherche d'une vie meilleure. Toutefois, Eva n'imagine pas que trouver le bonheur sera d'abord souffrir d'une terrible perte parce que sa vie interfère avec de sombres secrets de famille, des mensonges, des déceptions et l'ambition d'une famille puissante.
Eva trouve un travail comme secrétaire personnelle du fondateur de la société "Publicidad Arismendi", Julio Arismendi. Elle gagne immédiatement le cœur de son fils, Leonardo Arismendi et du meilleur ami de celui-ci, Daniel Villanueva, qui fréquente la sœur de Leonardo, Victoria. Victoria et sa mère, Marcela, détestent Eva car elles sentent qu"Eva rivalise en beauté avec Victoria. Daniel connaît des succès professionnels. Il est veuf et élève sa fille appelée Laurita. Daniel et Eva sont immédiatement attirés l'un vers l'autre. Au début, leur relation est une alternance d'amour et de haine. Mais à la fin, ils tombent passionnément amoureux. Lorsque Daniel quitte Victoria au profit d'Eva, Marcela entre en action.
Elle donne à Victoria une tasse de thé et l'envoie se coucher. Renata, leur femme de ménage, est envoyée auprès de Victoria et appelle les secours quand elle se rend compte que Victoria ne répond pas et que des cachets sont sur sa table de chevet. En réalité, c'est Marcela qui les a mis là intentionnellement.
À son réveil à l'hôpital, sa mère apprend à Victoria qu'elle aurait tenté de se suicider, bien que Victoria n'en ait aucun souvenir. Marcela lui explique qu'elle doit le prétendre pour regagner le cœur de Daniel. Mais Daniel ne se laisse plus manipuler par ces deux femmes...

## Distribution
Par ordre d'apparition dans le générique de la telenovela :
- Blanca Soto : Eva González [2]
- Guy Ecker : Daniel Villanueva[3]
- Julián Gil : Leonardo Arismendi[4] (Antagoniste)
- Susana Dosamantes : Marcela Arismendi (Antagoniste principale)
- Vanessa Villela : Victoria Arismendi (Antagoniste)
- Jorge Lavat : Julio Arismendi
- Anna Silvetti : Renata Cuervo
- Lupita Ferrer : Justa Valdez
- Harry Geithner : Francisco Conti
- Franklin Virgüez : El Gallo
- Sonia Noemí : Tia Meltilde
- Raúl Xiques : Don Ricardo
- Verónica Montes : Maritza Ruiz
- Jorge Consejo : Jose Lozano
- Sofía Lama : Alicia González
- Carlos Ferro : Carlos Maldonado
- José Guillermo Cortines : Bruno Lombardi
- Alejandro Chabán : Tony Santana
- Leticia Morales : Jackie Ramírez
- Greidys Gil : Claudia Jiménez
- Frances Ondiviela : Deborah Aldana
- Eduardo Ibarrola : Ismael González
- Daniela Schmidt : Marisol Martínez
- Carlos Yustis : Thomas Reyes
- Alberto Salaberry : Giorgio
- Arnaldo Pipke : Damian Manrique
- Ana Carolina da Fonseca : Violeta
- Gabriela Borges : Laurita Villanueva
- Liz Coleandro : Aurelia
- Christian Vega : Adrián Reyes
- Carlos Ferro : Carlos
- Silvia Priscila Perales : Liliana Solís
- Beatriz Shantal : Rita
- Vanessa Lotero : María
- Kari Musa : Rosaura
- Marta González Liriano : Lucy
- Jenni Rivera : Elle-même
- Adrián Di Monte : Humberto
- Hector Sandarti

## Autres versions
- Aguamarina (1997), dirigée par José Antonio Ferrara, produit par Alfredo Scharwz pour Telemundo; avec Ruddy Rodríguez et Leonardo García.

## Diffusion internationale
| Pays               | Chaîne de télévision              | Première diffusion           | Dernière diffusion             | Fréquence                           | Horaire     |
| ------------------ | --------------------------------- | ---------------------------- | ------------------------------ | ----------------------------------- | ----------- |
| États-Unis         | Univision                         | 1er novembre 2010            | 11 avril 2011                  |                                     |             |
| Tunisie            | Al Janoubiya TV                   | 18 septembre 2016            | présent                        | Lundi au dimanche                   | 21:45 TN    |
| Lituanie           | LNK                               | 12 mars 2011                 | 25 septembre 2011              |                                     |             |
| Iran               | Farsi1                            | 30 avril 2011                | 11 octobre 2011                |                                     |             |
| Bulgarie           | Diema Family                      | 21 août 2011                 | 26 novembre 2011               |                                     |             |
| Mexique            | Canal de las Estrellas            | 19 septembre 2011            | 6 janvier 2012                 |                                     |             |
| Slovénie           | POP TV                            | 28 novembre 2011             | 3 mai 2012                     | Lundi au vendredi                   | 15:50       |
| Croatie            | Doma TV                           | 5 janvier 2012               | 23 mars 2012                   |                                     |             |
| Roumanie           | Acasa TV                          | 12 janvier 2012              | 25 mars 2012                   |                                     |             |
| Estonie            | Kanal 2                           | 15 janvier 2012              | 22 juin 2012                   |                                     |             |
| Pologne            | TV4 TV6                           | 20 mars 2012 22 février 2013 | 2 octobre 2012 26 juillet 2013 | Lundi au vendredi Lundi au vendredi | 9:30 19:00  |
| Kenya              | Royal Media Services - Citizen TV | 19 avril 2012                | 30 septembre 2012              |                                     |             |
| Ghana              | Viasat 1                          | 19 avril 2012                | 4 décembre 2012                |                                     |             |
| Chypre             | ANT1 Cyprus                       | 19 juin 2012 10 février 2014 | 22 octobre 2012 -              |                                     |             |
| Malaisie           | Youtube Channel                   | 20 décembre 2012             |                                |                                     |             |
| Indonésie          | Global TV                         | 2 janvier 2013               |                                |                                     |             |
| Vietnam            | VTV6                              | 3 mars 2013                  |                                |                                     |             |
| Bosnie-Herzégovine | RTV BN                            | 18 septembre 2013            | 4 mars 2014                    | Lundi au vendredi                   | 23:00       |
| Argentine          | Telesudamérica                    | 27 mai 2013                  | 1er novembre 2013              | Lundi au vendredi                   | 20:30       |
| Paraguay           | VTV                               | 12 janvier 2015              |                                | Lundi au vendredi                   | 21:15       |
| Espagne            | Nova                              | 30 septembre 2013            |                                |                                     |             |
| France             | Antenne Réunion                   | 13 avril 2016                | 31 octobre 2016                | Lundi au vendredi                   | 17:15       |
| France             | Antilles Télévision               | 21 mars 2016                 | 26 août 2016                   | Lundi au vendredi                   | 17:15       |
| France             | IDF1                              | 7 novembre 2016              | présent                        | Lundi au jeudi Vendredi             | 20:40 22:05 |
| Mali               | ORTM                              | -                            | présent                        | Lundi au vendredi                   | 13:30       |
| Côte D'Ivoire      | RTI 2                             |                              |                                |                                     |             |

## Nominations et récompenses
| Année | Award                                     | Catégorie                                 | Acteur                   | Résultat   |
| ----- | ----------------------------------------- | ----------------------------------------- | ------------------------ | ---------- |
| 2011  | Premios Juventud                          | Chica Que Me Quita El Sueño               | Blanca Soto              | Nomination |
| 2011  | Premios Juventud                          | What a Hottie! / Acteur le plus sexy      | Guy Ecker                | Nomination |
| 2011  | Premios Juventud                          | What a Hottie! / Acteur le plus sexy      | Julián Gil               | Nomination |
| 2011  | Premios Juventud                          | Meilleure chanson                         | Jenni Rivera El          | Nomination |
| 2011  | Premios Juventud                          | Meilleur thème de telenovela              | Jenni Rivera El          | Lauréat    |
| 2011  | Premios People En Español                 | Meilleure actrice                         | Blanca Soto              | Nomination |
| 2011  | Premios People En Español                 | Meilleur acteur                           | Guy Ecker                | Nomination |
| 2011  | Premios People En Español                 | Meilleur antagoniste                      | Julián Gil               | Lauréat    |
| 2011  | Premios People En Español                 | Meilleur acteur secondaire                | Alejandro Chabán         | Nomination |
| 2011  | Premios People En Español                 | Meilleure actrice secondaire              | Vanessa Villela          | Nomination |
| 2011  | Premios People En Español                 | Meilleure actrice secondaire              | Gabriela Borges          | Nomination |
| 2011  | Premios People En Español                 | Meilleure Révélation masculine de l'année | Blanca Soto              | Nomination |
| 2011  | Premios People En Español                 | Meilleur Couple de l'année                | Blanca Soto et Guy Ecker | Nomination |
| 2011  | Premios People En Español                 | Meilleure telenovela de l'année           |                          | Nomination |
| 2011  | Premio Rockie (Festival Mondial de Media) | Meilleure telenovela de l'année           |                          | Lauréat    |